# Windows Media Player
El Windows Media Player (WMP) és un reproductor d'arxius d'àudio i vídeo desenvolupat per Microsoft. Permet als usuaris veure fotos, reproduir música d'un CD o fitxer de música i veure mitjans de vídeo. A més, Windows Media Player permet als usuaris extraure CD d'àudio i organitzar les seves col·leccions de música.
La primera versió del Windows Media Player va sorgir el 1991; estava pensat per ser utilitzat amb Windows 3.0. En aquell moment, es deia Media Player. S'ha inclòs amb totes les versions de Windows des de Windows 98 SE. La versió actual, inclosa amb Windows 7, Windows 8 i Windows 10, és la versió 12.